# ふじみ野市立上福岡歴史民俗資料館
ふじみ野市立上福岡歴史民俗資料館（ふじみのしりつかみふくおかれきしみんぞくしりょうかん）は、埼玉県ふじみ野市上福岡地域の歴史、民俗学、考古に係る資料を収蔵、展示する博物館類似施設である。

## 沿革
昭和57年（1982年）度に歴史民俗資料館の国庫補助金及び県費補助金を受けて上福岡市立歴史民俗資料館として建設され、昭和58年（1983年）11月3日に開館した。開館までに、民俗資料1,446点、歴史資料4,066点、郷土図書2,654冊、考古資料を多数収集した。

## 施設
常設展示室は、1階135m2、1階の収蔵庫は37.8m2であるが中2階状の棚を設けている。外部資料を一時的に収蔵する特別収蔵庫16.4m2、2階に58m2の収蔵庫と61.4m2の研修室を設け、事務室、図書室、ホールなど含めた延べ床面積は、623.5m2である。

## 展示
常設展示は、1階の入り口ホールにシンボル展示として、「三福学校と近代教育のあゆみ」と題して明治15年（1882年）に上福岡地域に開校した三福学校の模型と明治時代からの教科書や試験問題、学校印、石版その他の当時の教育に使用された道具などを展示している。

### 考古分野
常設展示室の入って右側は、原始・古代の展示コーナーとなっている。
ふじみ野市立大井郷土資料館と異なるのは、縄文時代中期の展示があまり多くない反面、鷺森遺跡の諸磯式期（縄文前期後半）の遺物、埼玉県指定史跡の権現山古墳群出土の土師器をはじめ、古墳時代と奈良・平安時代の展示が充実していることである。
旧石器時代展示の最初には、関東ローム層の実物大の写真パネルとなっており、地表面から旧石器が出土する実際の深さが表現されている。ふじみ野市の北端部の川崎遺跡で採集された2万7千年前のナイフ形石器、黒曜石の石核（コア）、剥片や石器製作技法が展示されている。
旧石器時代の展示の隣は、縄文時代の展示となるが、その最初には、上福岡地域の遺跡出土の縄文時代の打製石斧や鷺森遺跡出土の玦状耳飾などが展示されている。打製石斧は、根菜類採取のために用いられたと考えられている。
続いて、現在の市立さぎの森小学校（旧上福岡市立第七小学校）建設にともなって、調査が行われた縄文前期後半の諸磯式期の鷺森遺跡出土の土器が展示されている。諸磯式の特徴である竹管文や爪型文が施された典型的な土器である。竹管文や爪型文は、植物の茎を半裁したものを施文具としたものである。
展示の背面にあるパネルは鷺森遺跡の竪穴建物跡の内部を想像して描いたものである。
続いて市北部のハケ遺跡出土の縄文中期後半（加曾利E式）の縄文土器が展示されている。EII式の口縁部から器の上半分に連弧文とよばれる半円形の文様を施すタイプのもの、大木式の影響をうけた口縁部文様帯が退化して消失した胴部の縦方向の文様だけが残ったEIII式～EIV式の土器が展示されている。
ここでは、ふじみ野市指定有形文化財の注口土器が見どころである。また縄文後期については、川崎遺跡の柄鏡型住居跡出土の称名寺式土器やハケ遺跡出土の土偶も展示されている。
ふじみ野市内では、弥生時代は終末期に川崎遺跡に住居跡、伊佐島遺跡で環濠集落が確認されているが、いまのところ展示パネルのみで紹介されている。
3世紀後半の古墳時代初頭になると市内の滝地区に権現山古墳群が造られる。権現山古墳群は、盟主墳とされる2号墳が初期古墳に特徴的な前方部がばち型を呈する前方後方墳であり、底部を意図的にかち割り、頚部に弥生時代の土器にみられるようなボタン状の貼り付け装飾のみられる古い形状の底部穿孔壺形土器と焼成前にあらかじめ底部に孔を作った底部穿孔土器、小型高坏、有段高坏などの初期古墳によくみられる器種構成の土器が出土している。これらの土器はもともと被葬者を送る葬送儀礼で飲食が行われ、その際に置かれたものと考えられているが、飲食儀礼が実際に行われたのか、単純に儀礼を象徴するために置かれたのかは不明である。7号墳の壺棺土器とともに埼玉県指定文化財（「権現山古墳群」の附指定）になっている。また権現山古墳群が見下ろす集落であった滝遺跡から出土した東海地方の影響を色濃く受けたS字状口縁台付甕が展示されており、小型高坏、有段高坏などの器種構成を含めて東海地方からの影響をうかがわせる貴重な資料である。
5世紀の古墳時代中期には、権現山北古墳群が営まれたが、ふじみ野市指定有形文化財のはそう型須恵器が展示されている。はそうとは、壺形の肩部分に円形の孔をあけ、おそらくストロー状のものを差し込んで儀礼で酒をすすりあったものであると考えられている。須恵器の産地はわかっていない。また、権現山北古墳群では、入間地区、比企地区を含めて最古に属する円筒埴輪の破片が検出されており、埼玉県内の埴輪の変遷を知る上で貴重な資料となっている。
古墳時代後半の上福岡地域では、滝、川崎地区などで住居跡が確認されており、それらの住居跡から出土したかまどを使用して煮炊きに用いられた土師器甕が展示されている。奈良・平安時代には、ハケ遺跡や松山遺跡の集落跡が現れるが、古墳時代に使われた土師器坏が消失し、須恵器の坏が使われるようになることがうかがわれる。ハケ遺跡では、地方役人がつけていたと思われる銙帯（役人の身分を示すベルトのバックル）が出土している。また生業を示す用具として、糸を紡ぐのに用いられた紡錘車や漁労の網につけられたと思われる土錘が展示されている。また、市内では、奈良・平安時代に仏教にかかわる儀礼が深く集落にまで浸透してきたことを示すと思われる鉄鉢型須恵器や緑釉陶器、灰釉瓶子などが出土しており、これらも展示されている。川崎遺跡で発見された緑釉陶器の内面には花文が施され、平成3年の発見当時は埼玉県内で3例目で、集落から出土したものであることからも貴重な例といえる。
原始・古代の展示コーナーの向かいには中世・近世の展示コーナーがあり、鎌倉時代からの板碑が露出展示されている。その隣には、長宮遺跡や川崎遺跡から出土した中世及び近世の考古遺物を展示しているガラスケースがあり、福建省の龍泉窯で焼かれた鎬連弁文青磁碗の破片、日本国内産の天目茶碗、古瀬戸段階に瀬戸産卸皿など中世の遺物や、近世初頭の瀬戸産擂鉢の完形品と縁釉皿、黄瀬戸皿、唐津焼の最古に属する銅緑釉碗が展示されている。また市内から出土した開元通宝をはじめ、北宋銭、洪武通宝、永楽通宝の主なものを展示している。

### 歴史及び民俗分野
全体として新河岸川舟運で福岡河岸が繁栄したことから、近隣市町村ではなかなかみられない舟運関連の展示が際立っている。
生麦事件当時の旧上福岡地域の庶民の姿を記した板や武州一揆を鎮圧するために川越藩が放った球状を呈する鉄製砲弾などがこのケースのみどころの一つとなっている。

#### 新河岸川舟運・大杉信仰
常設展示室の右手奥の部分は新河岸川舟運に関連する展示となっている。中世・近世の展示コーナーの奥には、現地には国の登録有形文化財の文庫蔵（回漕問屋吉野屋土蔵）のみが残存する回漕問屋吉野屋の帳場をそのまま移動してきた帳場格子、帳場机、そろばん、箱階段、印半天などを見ることができる。
常設展示室の突き当り部分は舟運関連の古文書、下福岡にある大杉神社に奉納された天狗面のついた額の模型、舟運に用いられた船の1/5の模型や生業としての舟運を営む上での道具や船の櫂、櫓、帆を張るための帆柱や帆桁の実物、破れや破損があるが帆の布の実物も展示されている。

#### 民俗分野
順路に従い、中世・近世の展示コーナー後ろに回ると、地域の伝統産業であるほうき作りの展示がある。昭和40年代までさかんに行われていた。平成3年に青年会議所のイベントで製作された3m以上に達する日本最大の手作りほうきが展示されている。その向かいには、水害に備えて納屋に備え付けてあった長さ5mに達する水害船、またやはり昭和40年代までさかんであった高機（タカバタ）の機織り機が展示されている。
最後は民家の復元コーナーで、台所、土間、アガリバナ部分を展示している。ほうろく、鍋などの煮沸具と戸棚に膳、米びつ、食器類（磁器、椀など）が納められている様子が表現され、電燈が普及し始めた当時の照明を表現するため暗い電球が付けられている。

## 事業及び特別展
年2回程度の企画展と年1回の特別展を行い、学習講座と特別展の関連講座を大学教授、若手研究者、専門的知識をもった個人、県や市町村などの文化財関係職員を呼んだり、館の学芸員で年に4～5回程度行っていた。上福岡市と大井町が合併してふじみ野市になり、平成21年度以降大井郷土資料館と交互に特別展を行うこととなった。

## 過去にあったが今はない常設展示
常設展示図録には掲載されているが現在はみられない常設展示として農耕具の展示と「あすの上福岡」があった。後者は、子どもによる未来の想像画があったようで、『常設展示図録』によると「市内の子どもたちの考えをもとにして描いた未来の絵を通して、私たちのコミュニティづくりに強い関心と興味をもっていただく夢と希望のコーナー」として位置づけられていた。

## アクセス
- 東武東上線上福岡駅下車、西武バス大宮駅西口行き、または市内循環ワゴン「ふじみん号」Aコースで「福岡小学校前」下車、徒歩1分。

### 東京方面から
- 関越自動車道所沢ICから浦和所沢バイパス（国道463号）を志木方向へ英インターで左折し国道254号線を川越方向へ、ワイルド1のある交差点(「亀久保小学校前」)を右折し県道東大久保ふじみ野線を右手に大政建設のある交差点を左折、「福岡小学校前」の交差点通過後、150mの右手。
- 大宮・浦和・志木方面からは、浦和所沢バイパス（国道463号）を「南畑」交差点で右折、富士見川越バイパスを上福岡総合病院前で左側側道に入って左折し、「福岡小学校前」の交差点を右折後、150mの右手。

### 東北、群馬、新潟方面から
- 関越自動車道川越ICから大宮方面へ向かい、「川越警察署前」交差点で右折し、「川越警察署入口」交差点を右折して富士見川越バイパスに入り、「木野目北」で左側側道に入り、「木野目」交差点で右折する。県道335号線を南下し、「ふじみ野市役所前」で左折、長宮氷川神社の木立を左手に見ながら「長宮氷川神社前」交差点をゆるやかに右折し、100mほどの左手。

## 休館日及び開館時間
- 休館日：毎週月曜日（祝日と重複した場合も休館）、12月28～1月4日
- 開館時間：午前9時から午後4時30分